# Distrito Escolar Independiente Consolidado de Harlingen
El Distrito Escolar Independiente Consolidado de Harlingen (Harlingen Consolidated Independent School District, HCISD) es un distrito escolar de Texas. Tiene su sede en Harlingen. El distrito gestiona 17 escuelas primarias, cinco escuelas medias, cuatro escuelas preparatorias, y dos escuelas alternativas.